# Kathedrale von Angoulême

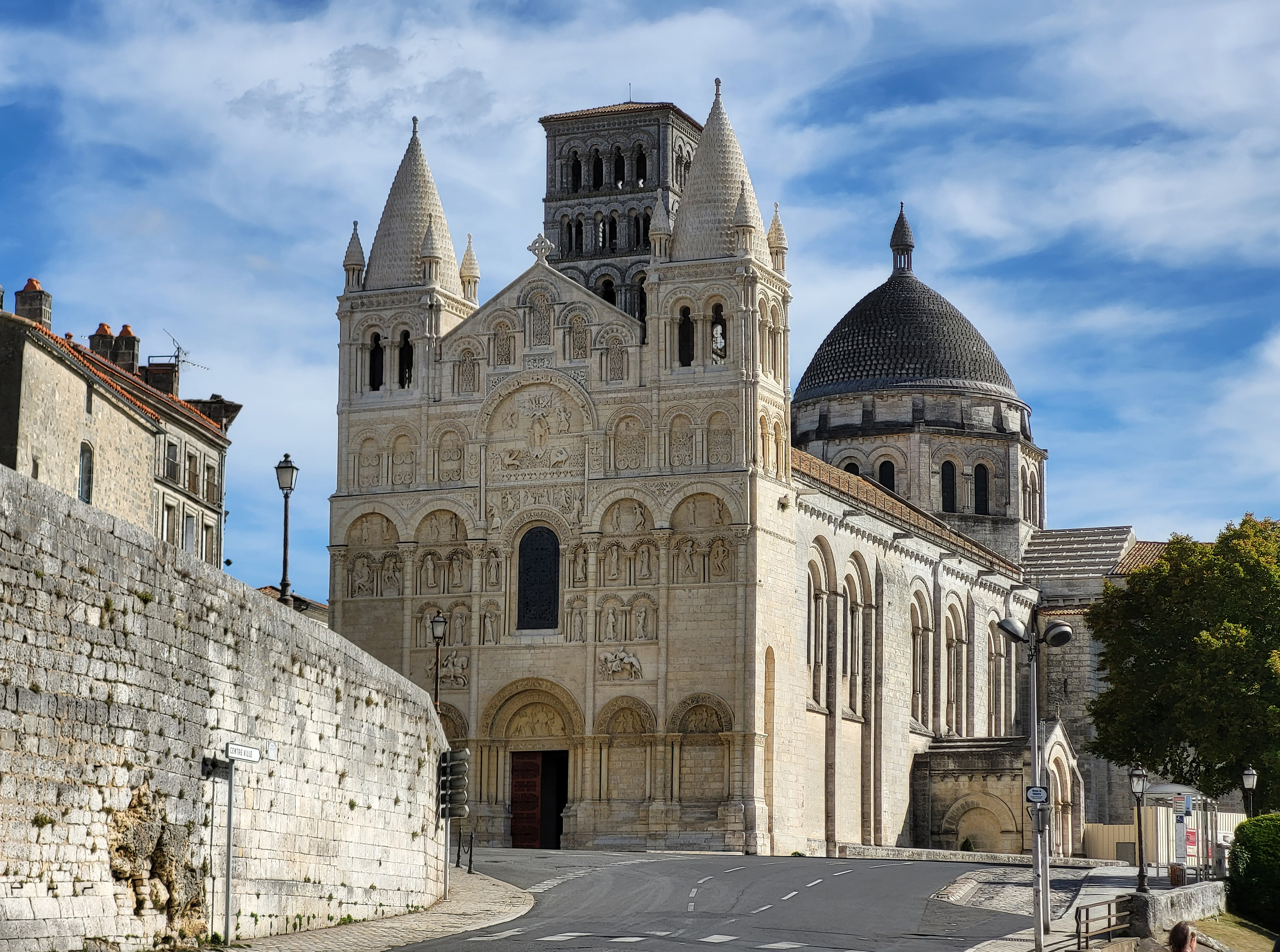
Kathedrale St. Pierre im Stadtbild, 2023

Die Kathedrale St. Pierre in Angoulême im westfranzösischen Département Charente (Region Nouvelle-Aquitaine) ist ein in den Jahren 1105 bis 1128 im Stil der Spätromanik errichteter Sakralbau. Diese in sehr kurzer Zeit errichtete Kathedrale ist ein typisches Beispiel der aquitanischen Kuppelkirche.
Sie ist Sitz des römisch-katholischen Bistums Angoulême. Das Kulturdenkmal wurde im Jahr 1840 als Monument historique klassifiziert.

## Architektur

### Außenbau
Der Bau der Kathedrale begann, im Gegensatz zu der üblichen Kirchenbauweise mit der Errichtung der Fassade. Sie zeigt unter den romanischen Werken ihrer Art in Frankreich den größten Umfang und reichsten Dekor. Allerdings hat sie durch eine 1866–1875 von Paul Abadie durchgeführte Restaurierung gelitten. Dazu schrieb Marcel Durliat, einer der renommiertesten Kenner der romanischen Kunst in Frankreich: „Paul Abadie hat die Westfassade genauso pietätlos behandelt [wie den Innenraum]. Mit prächtiger Ungeniertheit hat Abadie hier nachgeschnitten, dort vervollständigt, ein Mittelportal rekonstruiert, das ihm unbekannt war, und besonders das ganze durch eine vollkommen unpassende Bekrönung kopflastig gemacht.“
Die Fassade ist eine mehrgeschossige, durch fünffache Bogenstellung in mehreren Reihen aufgeteilte Schauwand mit einem selbst für westfranzösische Gewohnheiten außergewöhnlich reichen figürlichen und ornamentalen Skulpturenschmuck. Sie ist fest datierbar auf 1115–1136, allerdings fällt in diesen Zeitraum ein Wechsel in der Fassadenkonzeption (Brauer). In der Ikonographie ihrer 75 Figuren verbinden sich Elemente der Himmelfahrt Christi mit Standardmotiven der Maiestas Domini und des Weltgerichts. Das apokalyptische Jüngste Gericht war an den Westfassaden mittelalterlicher Kirchen, also dort, wo auch tatsächlich Gericht gehalten wurde, häufig dargestellt.
Zentrales Motiv des ganzen Bildprogramms ist in der obersten Zone über dem Mittelfenster Christus in der Mandorla, umgeben von den Evangelistensymbolen (Adler – Johannes, geflügelter Mensch – Matthäus, Löwe – Markus, geflügelter Stier – Lukas). Darunter erscheinen sechs Engel, vier kleinere in der Mitte, die ihre Blicke nach oben wenden auf Christus und die Apostel, sowie zwei größere an den Seiten, die nach unten schauen. Vier Bogenfelder daneben umrahmen jeweils zwei nicht ganz sicher deutbare Figurenpaare, die in erregter Bewegung zum Weltenrichter hinaufblicken (ursprünglich Apostel aus einer Himmelfahrtsdarstellung [Rupprecht] oder Selige aus dem Weltgericht [Droste]?). In 12 inneren Arkaden der zwei Reihen seitlich des Fensters sind die Muttergottes mit 11 Aposteln (?) zusammen gruppiert, während neben ihnen, in den vier äußeren Bögen, zwei Teufel und zwei gepeinigte Sünder für die Verdammten des Jüngsten Gerichts stehen. Weiter unten folgen zwei Hochreliefs, die Heiligen Georg und Martin zu Pferde, sie wurden, ebenso wie das Portaltympanon und oben die Fassadenbekrönung mit Giebel und Türmchen, von Abadie willkürlich ergänzt. Die Bogenfelder über den seitlichen Scheinportalen dagegen gehören zum romanischen Originalbestand, sie stellen noch einmal die Versammlung der Apostel dar. Der reich ornamental geschmückte Fries in der Kapitellzone darunter enthält eine wiederholt kontrovers diskutierte Reiterkampfszene, die entweder auf das Chanson de Roland zurückgeht, sich auf die Kreuzzüge bezieht oder allgemeiner den Kampf zwischen dem Guten und Bösen symbolisiert.

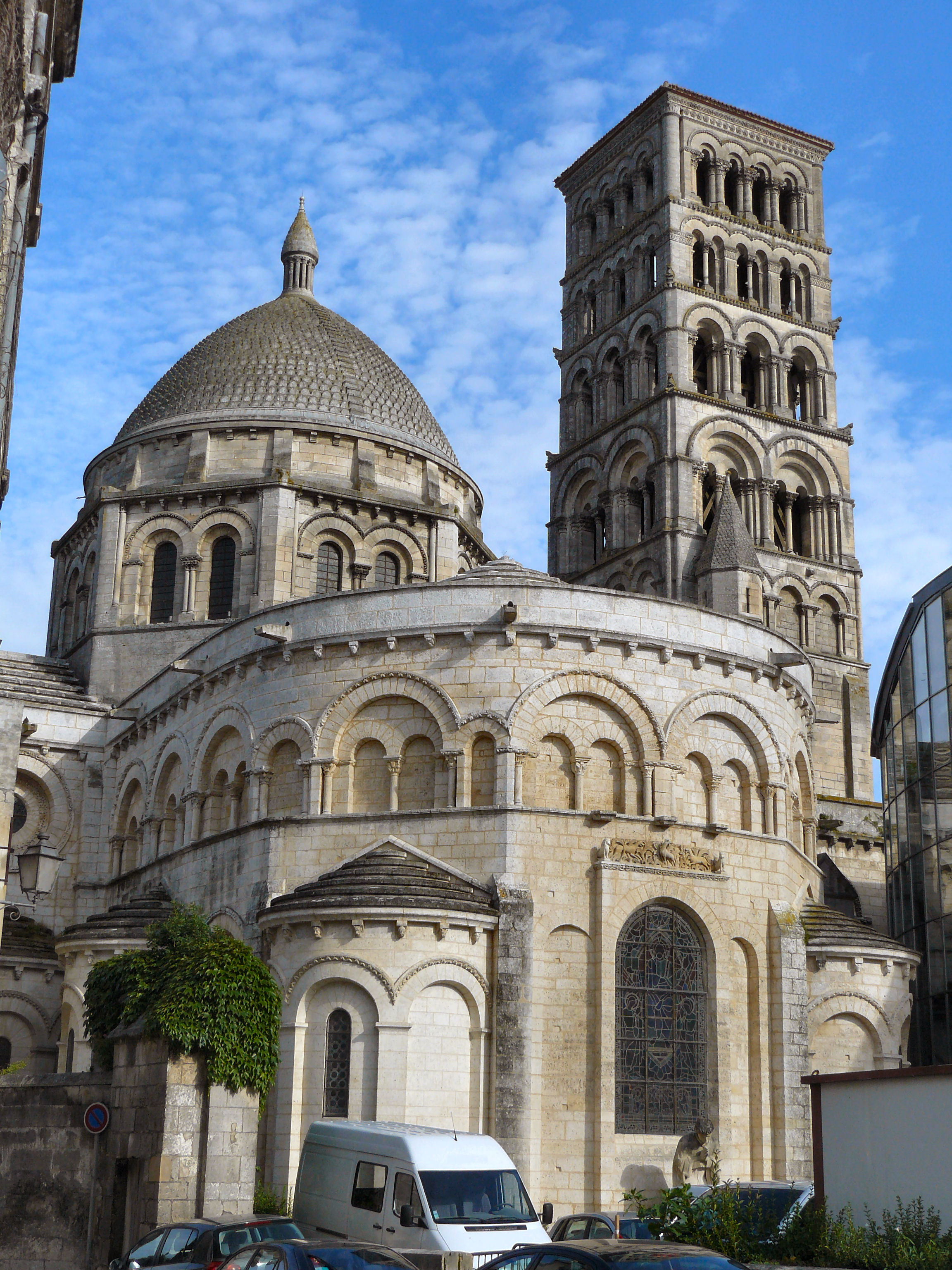
Blick von Osten auf das Chorhaupt
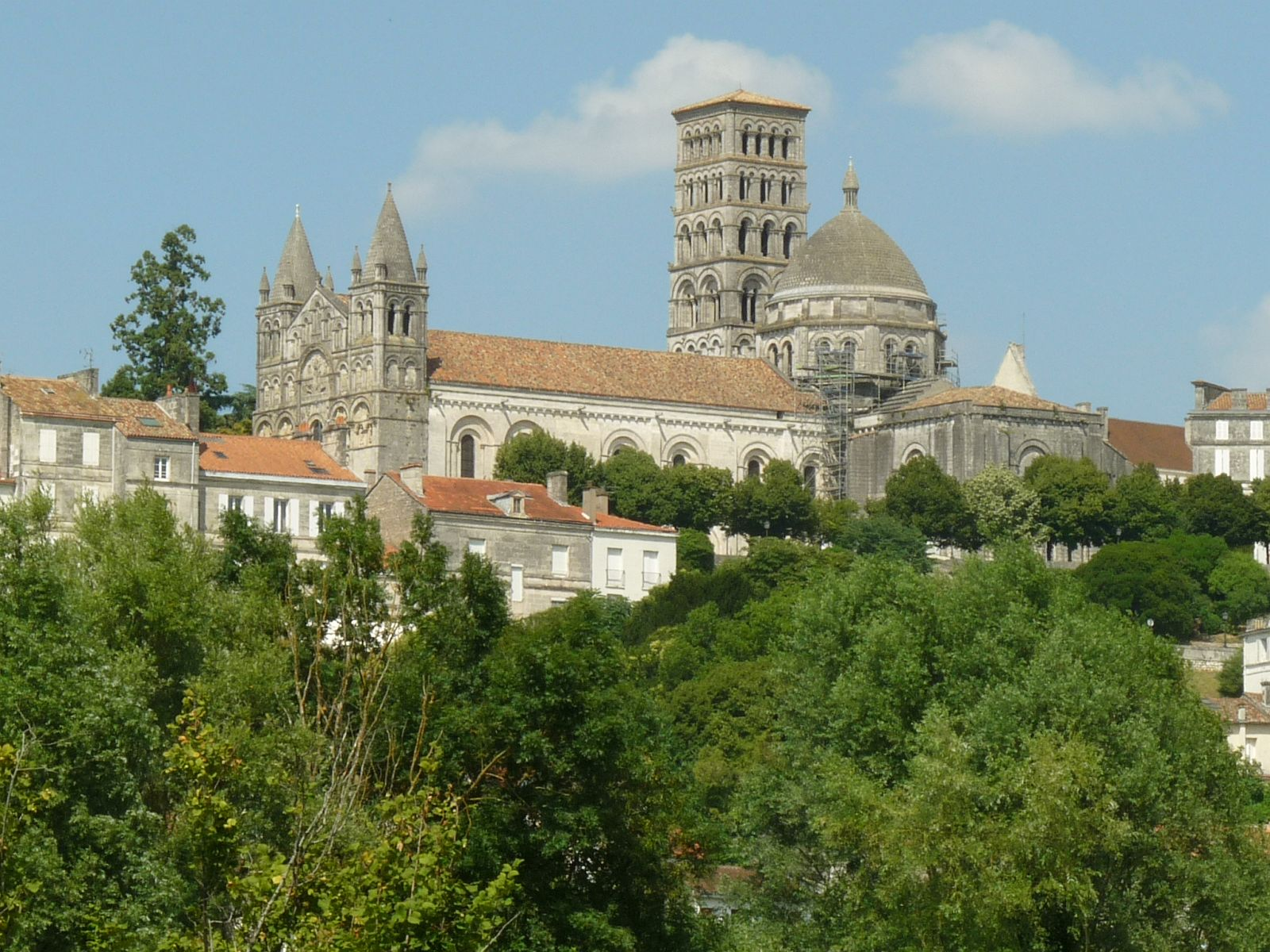
Kathedrale im Stadtbild
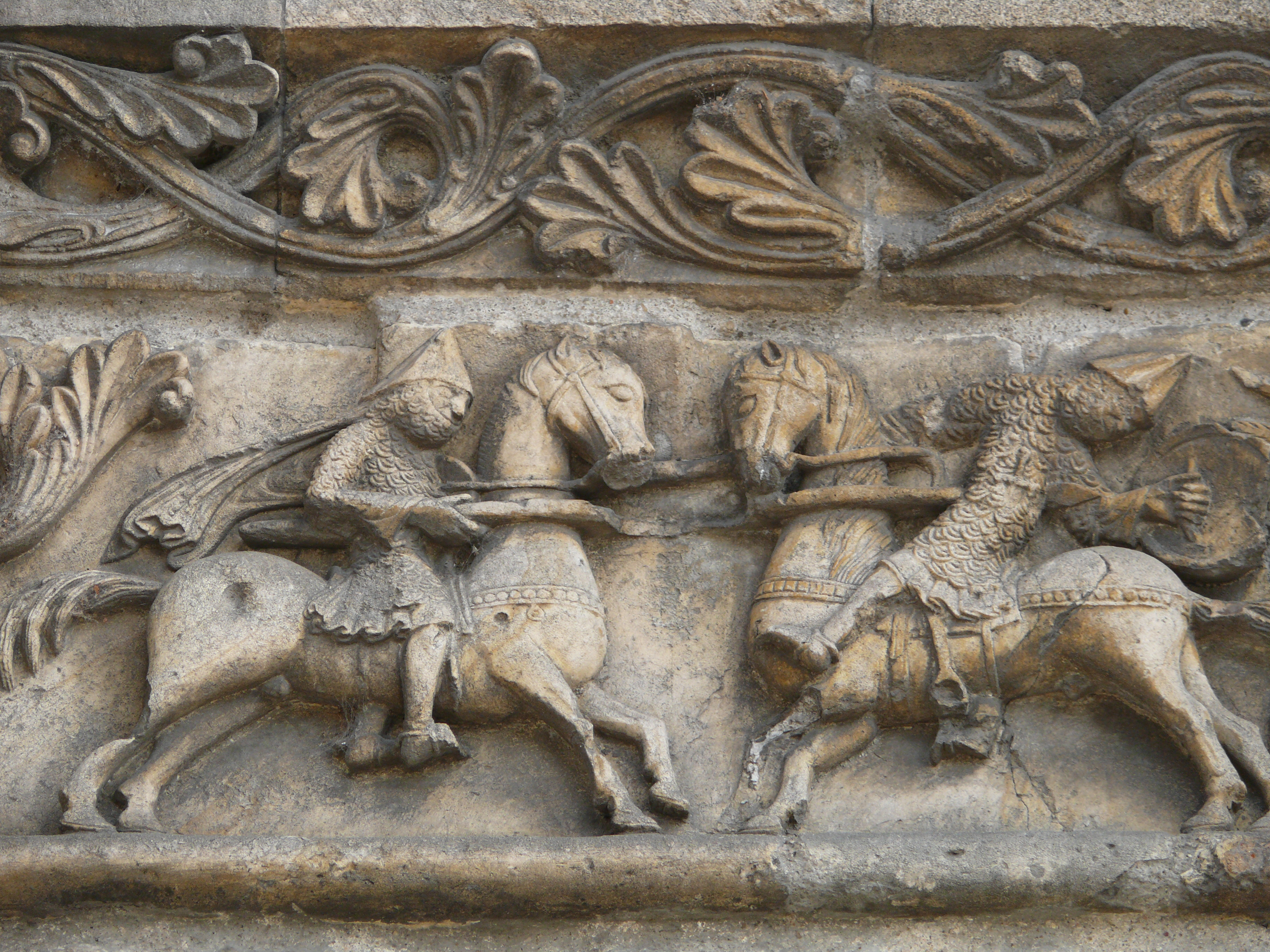
Reiterkampf aus dem Rolandslied (?)
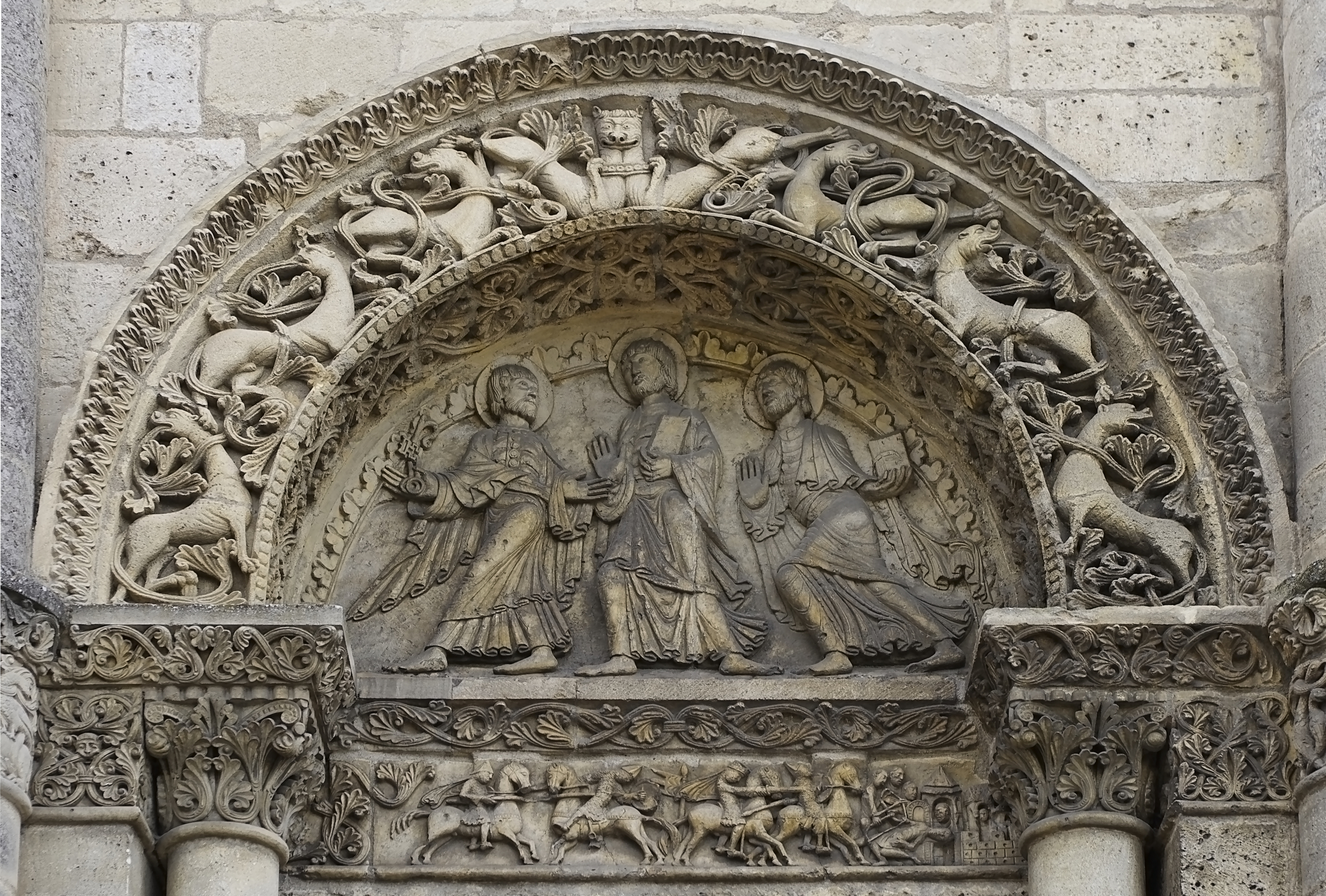
Tympanon der Arkade rechts neben dem Portal. Hl. Petrus mit zwei weiteren Aposteln. Um 1110–1120.

### Innenraum

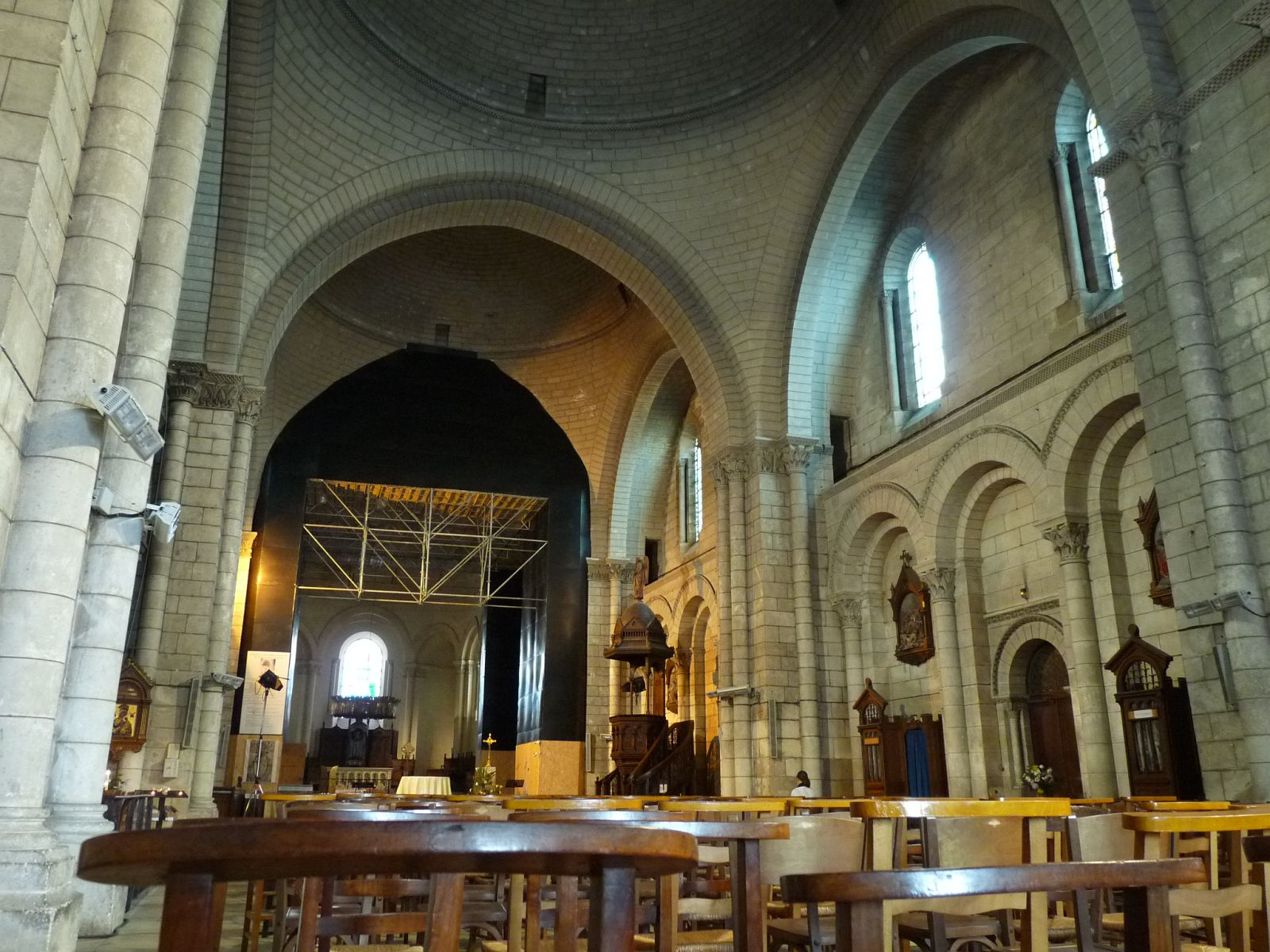
Blick auf den Chorraum

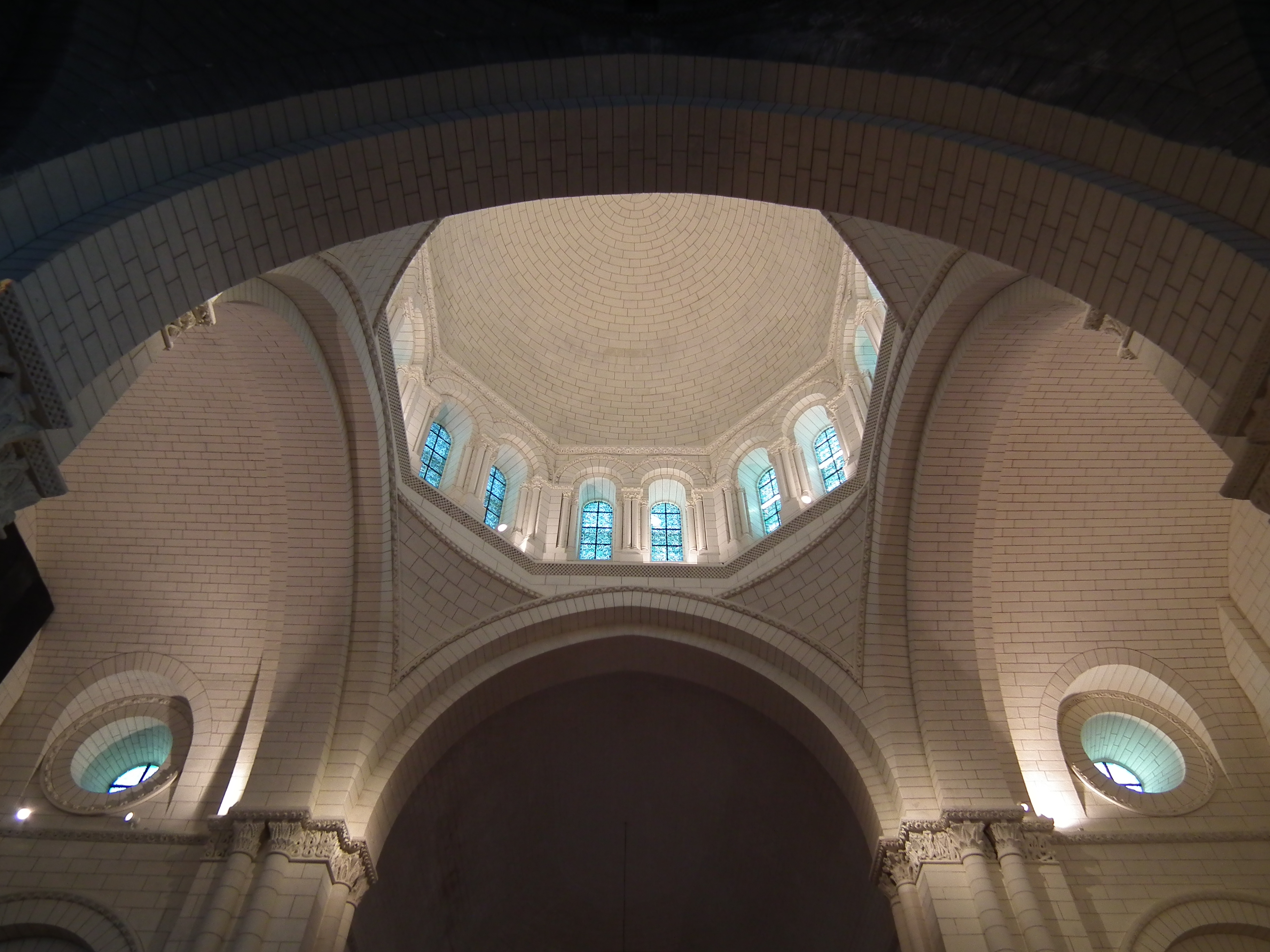
Blick in die Kuppel

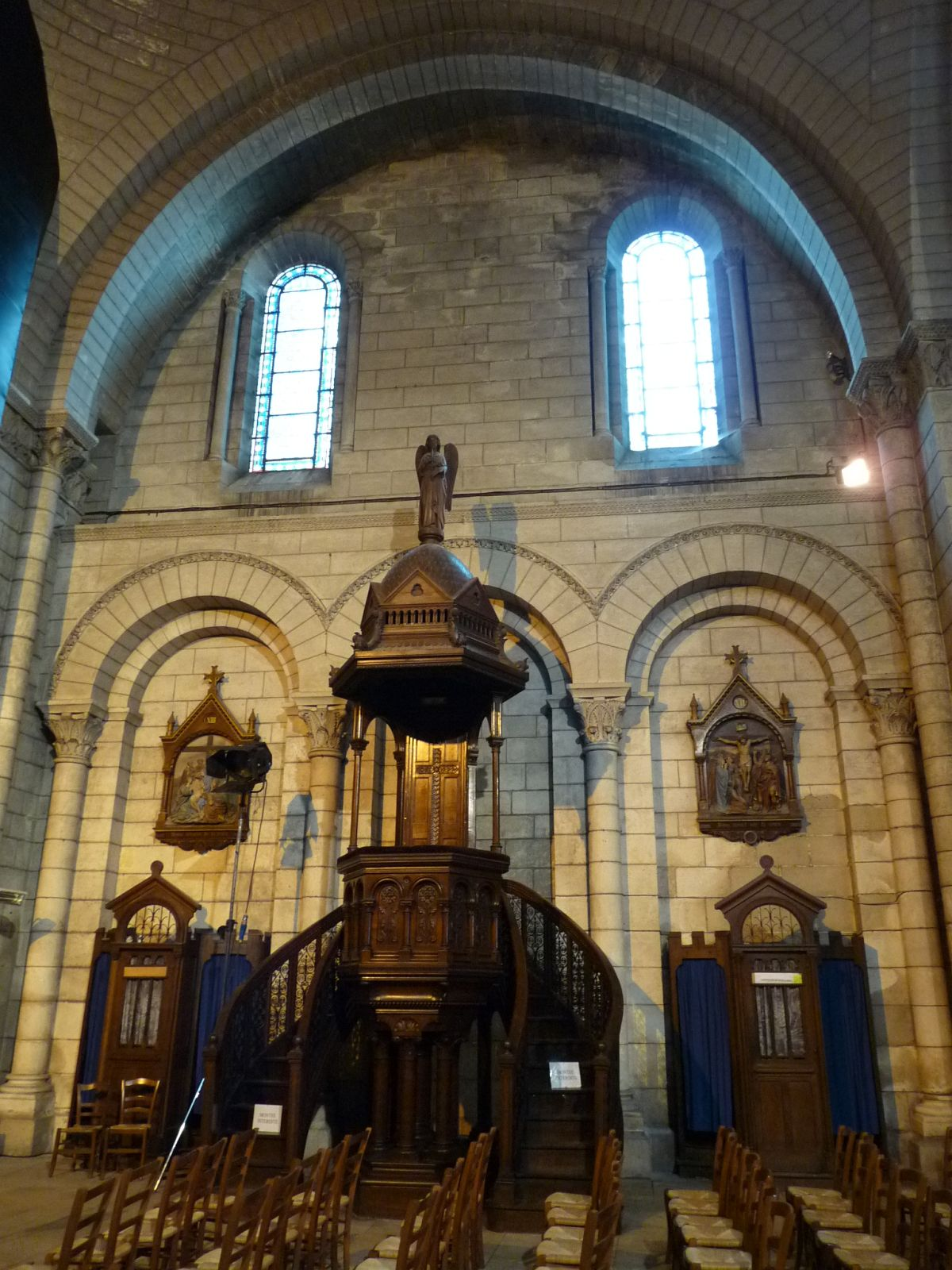
Blick auf die Kanzel

Das Langhaus setzt sich aus drei aufeinanderfolgenden mit Kuppeln überwölbten Jochen zusammen, eine für diese Region typische Bauform, die nach dem bedeutendsten Bau dieser Gruppe in Périgueux die „Périgord-Schule“ genannt wird. Diese Kuppelkirchen haben keine Seitenschiffe und keinen Chorumgang, dafür aber häufig auch Kuppeln über den Querhäusern.
Man nimmt zum Teil an, dass hier im Périgord das sonst übliche Tonnengewölbe deshalb aufgegeben oder erst gar nicht angewandt worden ist, weil die Baumeister nicht wussten, wie man es abstützen konnte. Möglicherweise sind dieser Haltung negative Erfahrungen mit eingestürzten Gewölben wie in Cluny III vorausgegangen – dieser Erklärungsversuch scheint jedoch recht unwahrscheinlich, da die hier eingesetzten Kuppeln ein höheres Maß an architektonischen Fähigkeiten voraussetzen.
Eine andere Theorie vermutet dagegen – da diese Bauten der „Périgord-Schule“ kurz nach dem ersten Kreuzzug entstanden sind – dass sie ihnen östliche Vorbilder zugrunde liegen, allerdings nicht islamische, sondern byzantinische. Das Planschema dieses Baus geht auf die ehemalige Apostelkirche in Konstantinopel zurück, welche Justinian I. als kaiserliches Mausoleum hatte erbauen lassen. Diese Apostelkirche war auch das Vorbild des 1063 begonnenen Neubaus der Markuskirche in Venedig. Ob Angoulême und das benachbarte Périgueux unmittelbar von Byzanz oder erst durch Venedig angeregt wurde, lässt sich heute nicht mehr entscheiden.
Und das byzantinische Vorbild – wenn es denn ein solches gewesen ist – wurde auch nicht einfach kopiert, sondern in mehrerer Hinsicht entscheidend abgewandelt. Der Grundriss hat die Form des griechischen Kreuzes, was deutlich auf byzantinischen Einfluss schließen lässt. Nicht byzantinisch ist dagegen die Längsreihung zu einer einschiffigen Anlage. Im byzantinischen Raum sind bei solchen Kuppelkirchen auch die Seitenschiffe gewölbt, um die Kuppeln des Mittelschiffes zu stützen. Hier in Frankreich übernehmen massive Mauern und Pfeiler diese Aufgabe. Die Innenräume wirken dadurch weniger lichtvoll als im Osten.
Die Organisation des Langhauses als Aufeinanderfolge von Kuppelräumen bedingt, dass die drei einzelnen Raumteile eine viel höhere Selbstständigkeit besitzen als in einem Langhaus mit durchlaufender Tonne als Gewölbe. Die Abstützung des großen Kuppelgewölbes sieht im Prinzip ähnlich aus wie die eines Vierungsturmes, was bedeutet, dass an den vier Ecken kräftige Pfeiler den Gewölbedruck aufnehmen müssen. Die Wand dazwischen wirkt wie eingespannt, der Raum wird durch diese Kuppeleinheiten bestimmt und es entwickelt sich nicht jene betonte Längsausdehnung, die wir aus vielen anderen Kirchen kennen.
Der saubere, fast schon klinische Eindruck dieser Kirche ist ein Ergebnis der Restaurierung des 19. Jhs., die ebenfalls Paul Abadie durchführte. Zu dieser Erneuerung gehört auch der komplette Komplex von Chor und Vierung mit deren zu groß geratener Kuppel.

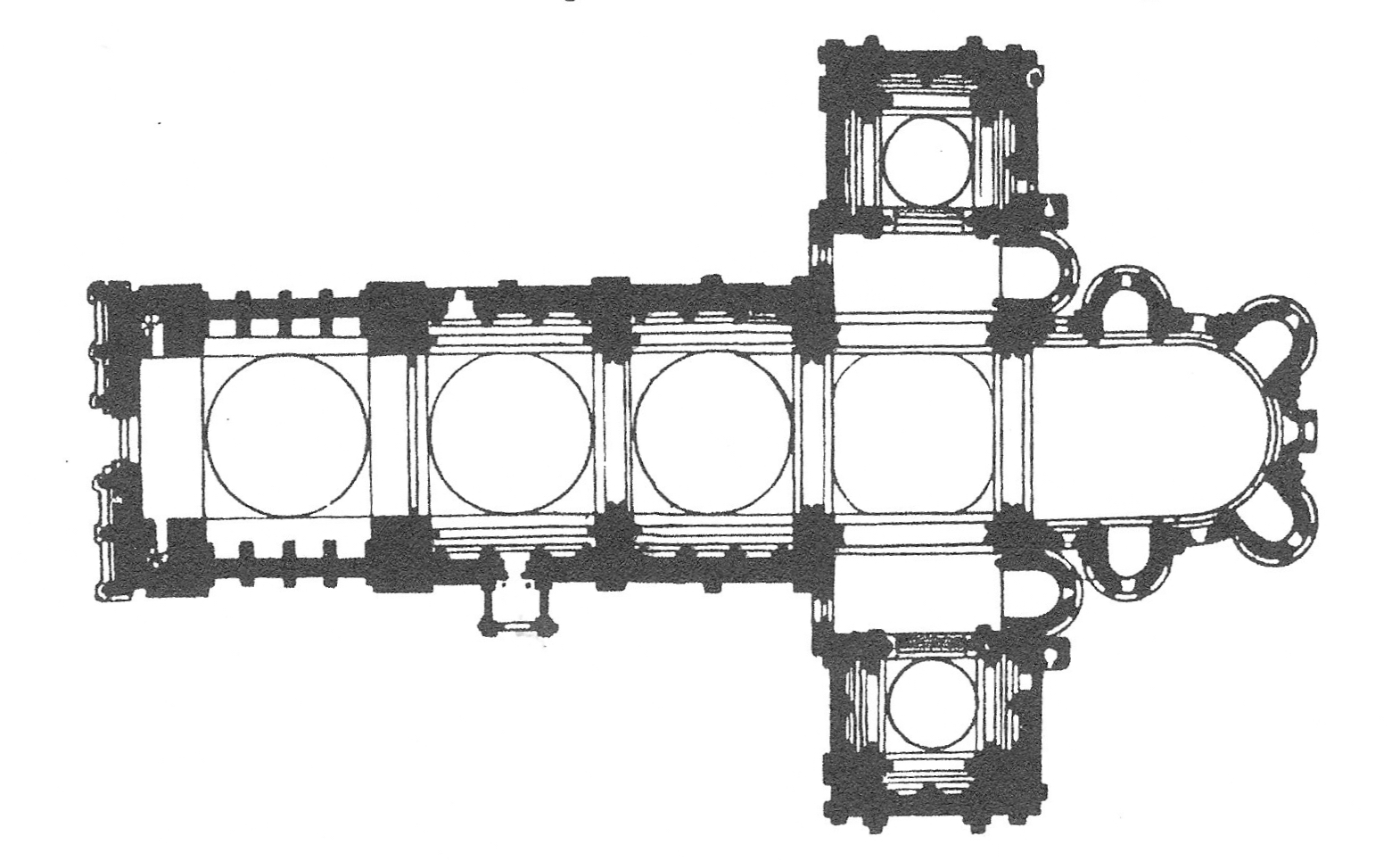
Grundriss der Kathedrale
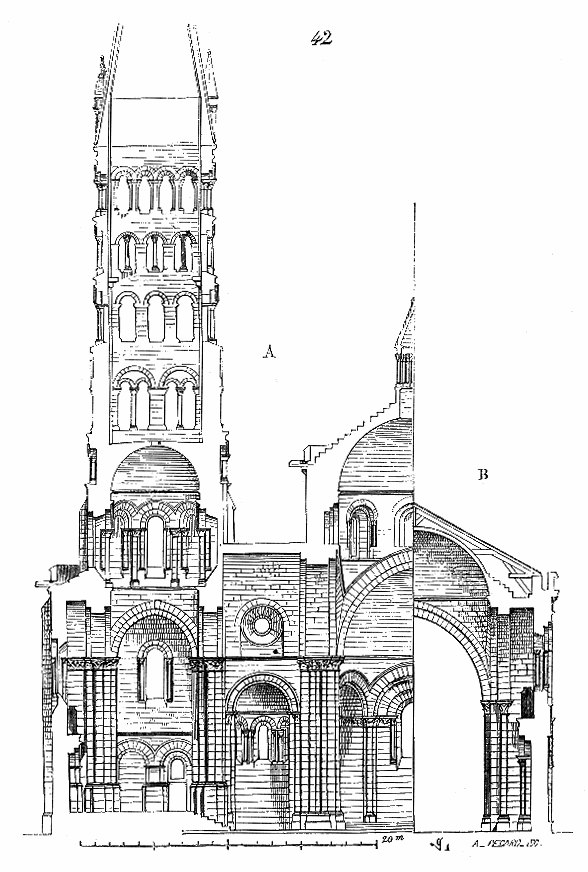
Aufriss der Kathedrale
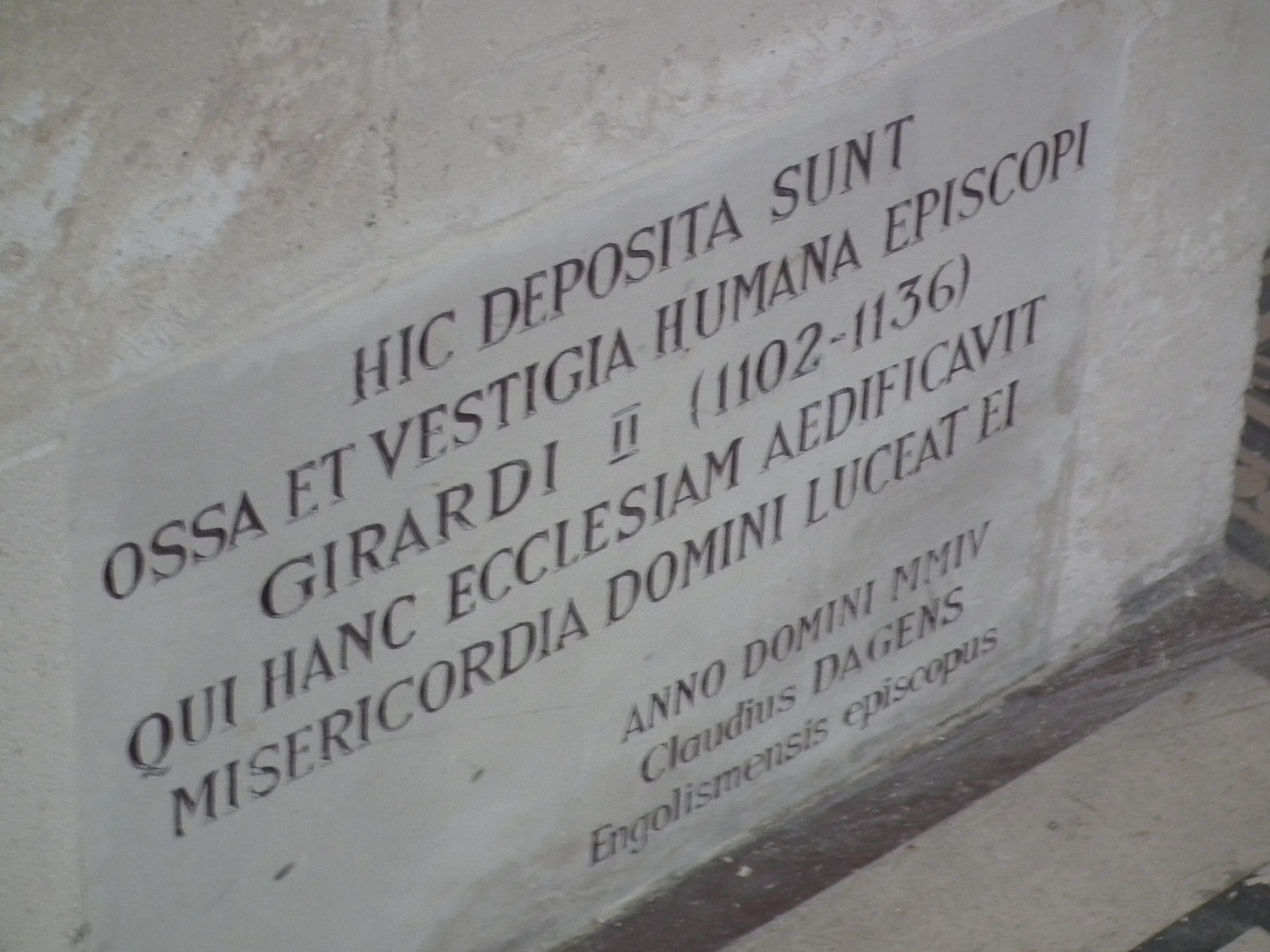
Grabstätte von Bischof Girard II, dem Bauherrn des Doms
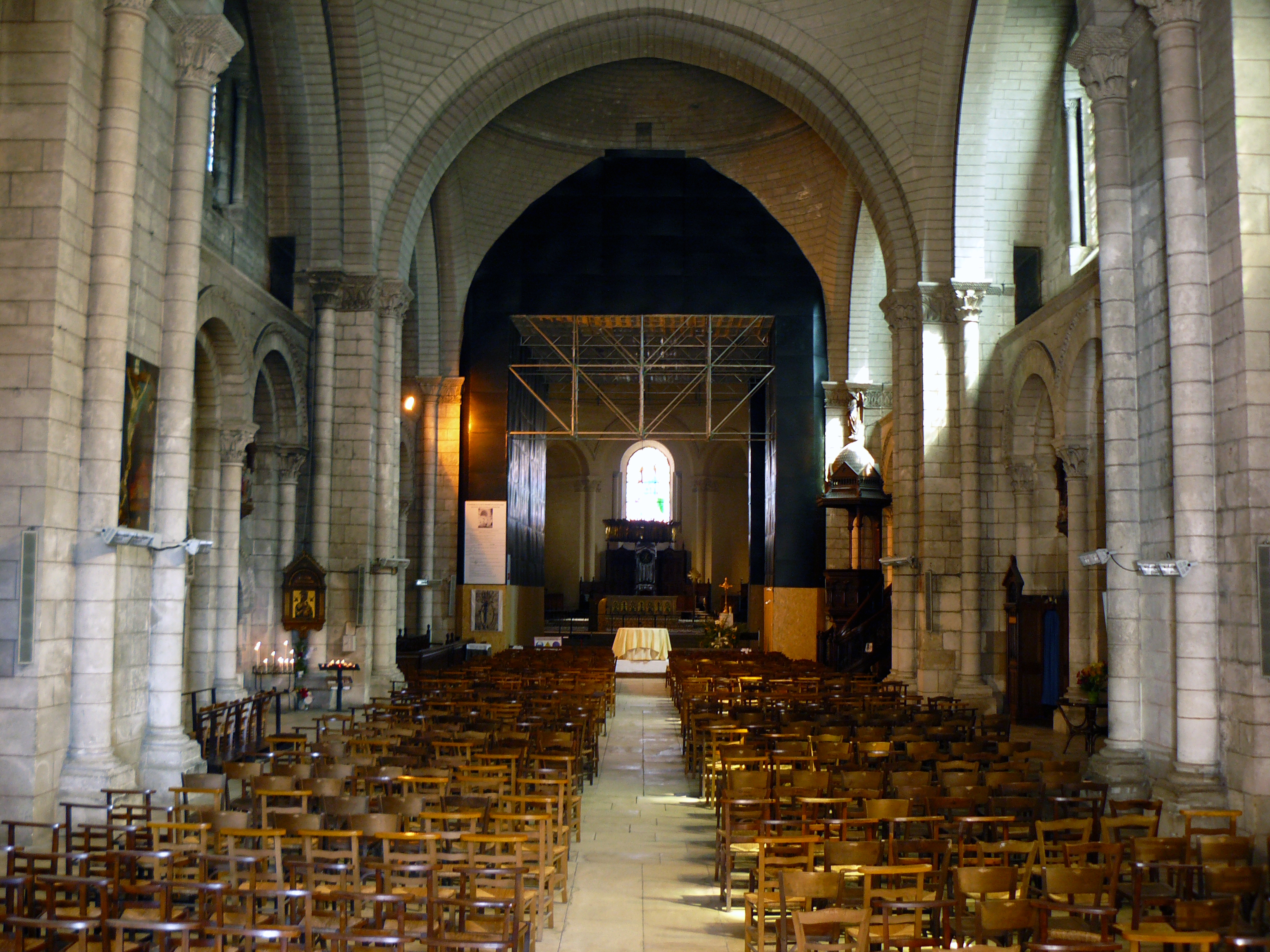
Blick auf den Chorraum

## Orgel

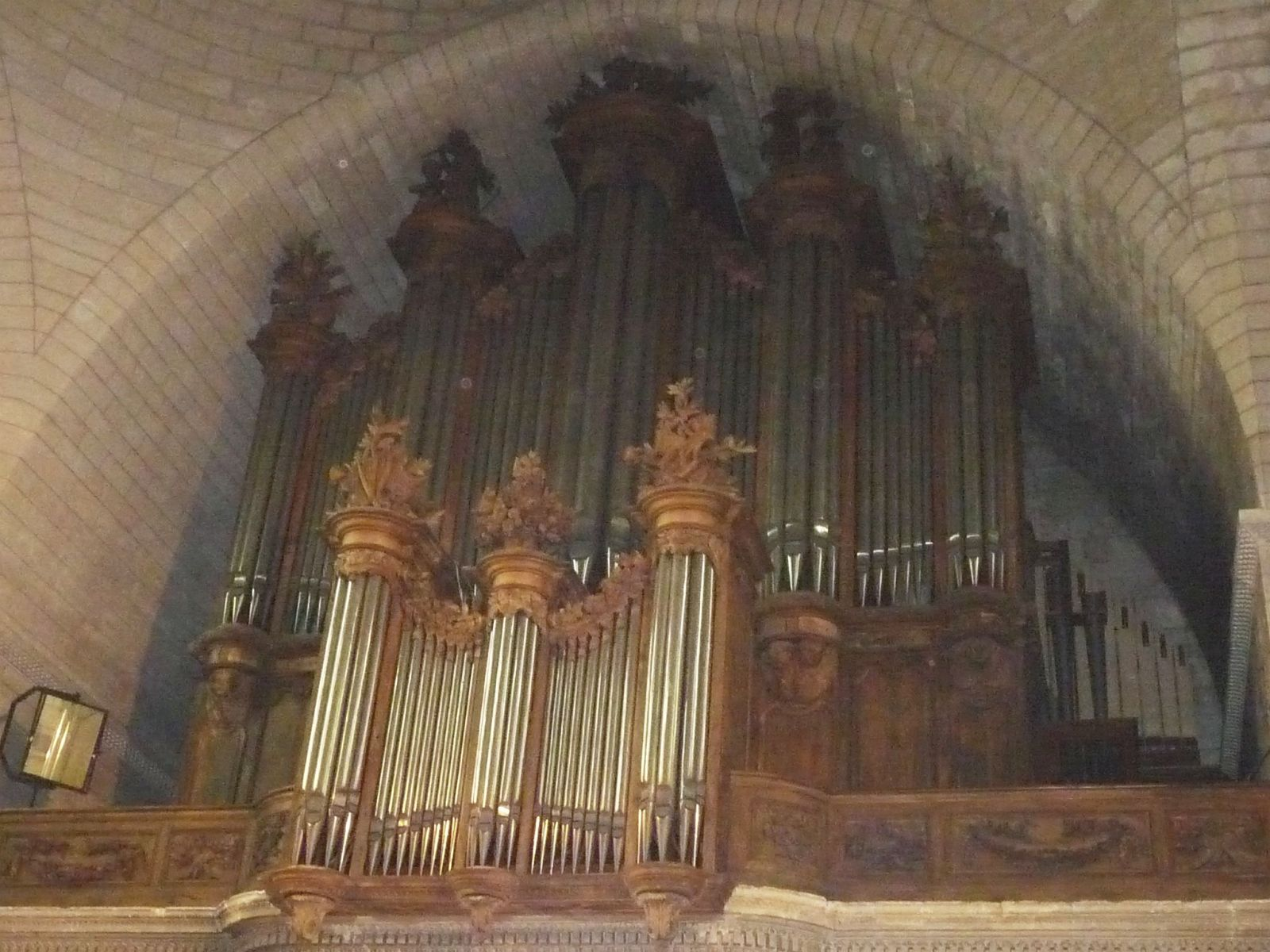
Orgelprospekt mit Rückpositiv

Die erste Orgel wurde in den Jahren 1781–1783 von dem Orgelbauer Simon-Pierre Miocque (Paris) errichtet. Dieses Instrument wurde mehrfach umgebaut und erweitert. Das Instrument hat heute 55 Register auf drei Manualen und Pedal mit elektropneumatischen Registertrakturen.
| I Grand Orgue C–g3 |                    |         |
| 01.                | Bourdon            | 16′     |
| 02.                | Montre             | 16′     |
| 03.                | Montre             | 08′     |
| 04.                | Principal          | 08′     |
| 05.                | Bourdon            | 08′     |
| 06.                | Flûte harmonique 0 | 08′     |
| 07.                | Prestant           | 04′     |
| 08.                | Flûte              | 04′     |
| 09.                | Nazard             | 02 ⁄3′  |
| 10.                | Doublette          | 02′     |
| 11.                | Quarte de nazard   | 02′     |
| 12.                | Tierce             | 01 3⁄5′ |
| 13.                | Grand Cornet V     |         |
| 14.                | Fourniture IV      |         |
| 15.                | Cymbale IV         |         |
| 16.                | Bombarde           | 16′     |
| 17.                | Trompette          | 08′     |
| 18.                | Clairon            | 04′     |

| II Positif C–g3 |                 |        |
| 19.             | Montre          | 8′     |
| 20.             | Bourdon         | 8′     |
| 21.             | Prestant        | 4′     |
| 22.             | Flûte           | 4′     |
| 23.             | Nazard          | 2 ⁄3′  |
| 24.             | Doublette       | 2′     |
| 25.             | Tierce          | 1 3⁄5′ |
| 26.             | Larigot         | 1 ⁄3′  |
| 27.             | Fourniture IV 0 |        |
| 28.             | Cymbale III     |        |
| 29.             | Cromorne        | 8′     |
| 30.             | Trompette       | 8′     |
| 31.             | Clairon         | 4′     |

| III Récit expressif C–g3 |                   |     |
| 32.                      | Bourdon           | 16′ |
| 33.                      | Principal italien | 08′ |
| 34.                      | Cor de nuit       | 08′ |
| 35.                      | Gambe             | 08′ |
| 36.                      | Voix céleste      | 08′ |
| 37.                      | Prestant          | 04′ |
| 38.                      | Flûte douce       | 04′ |
| 39.                      | Flageolet         | 02′ |
| 40.                      | Cornet V          |     |
| 41.                      | Plein jeu IV      |     |
| 42.                      | Hautbois          | 08′ |
| 43.                      | Voix humaine      | 08′ |
| 44.                      | Trompette         | 08′ |
| 45.                      | Clairon           | 04′ |
|                          | Tremblant         |     |

| Pédale C–g1 |            |     |
| 46.         | Soubasse   | 32′ |
| 47.         | Flûte      | 16′ |
| 48.         | Bourdon    | 16′ |
| 49.         | Bourdon    | 08′ |
| 50.         | Flûte      | 08′ |
| 51.         | Flûte      | 04′ |
| 52.         | Bombarde 0 | 32′ |
| 53.         | Bombarde   | 16′ |
| 54.         | Trompette  | 08′ |
| 55.         | Clairon    | 04′ |

- Koppeln: II/I (auch als Suboktavkoppel), III/I (auch als Suboktavkoppel), III/II, I/P, II/P, III/P (auch als Sub- und Superoktavkoppel)